# Ceratocephale hartmanae
Ceratocephale hartmanae är en ringmaskart som beskrevs av Banse 1977. Ceratocephale hartmanae ingår i släktet Ceratocephale och familjen Nereididae. Inga underarter finns listade i Catalogue of Life.